# Муруроа
Муруроа (на френски: Moruroa) е атол от групата острови на Френска Полинезия в южната част на Тихи океан, владение на Франция.
Атолът Муруроа става известен през 1966 г., когато Франция го превръща в полигон за изпитване на атомно оръжие. Изпитанията, общо 181 на брой, продължават до 1996 г.
Атолът се намира на около 400 км югоизточно от заселения архипелаг Туамоту. Отчетено е, че в същия архипелаг броят на случаите с ракови заболявания е 6-кратно по-висок от останалите райони на Полинезия, което се отдава на завишеното радиоактивно замърсяване.
Ядрените опити на Франция на атола Муруроа са обект на дългогодишни протести на Грийнпийс.